# Oro-Medonte (Ontario)
Oro-Medonte to gmina (ang. township) w Kanadzie, w prowincji Ontario, w hrabstwie Simcoe.
Powierzchnia Oro-Medonte to 586,65 km².
Według danych spisu powszechnego z roku 2001 Oro-Medonte liczy 18 315 mieszkańców (31,22 os./km²).